# Borovice Armandova
Borovice Armandova (Pinus armandii) je středně vysoká borovice pocházející z Číny, Tchaj-wanu a Myanmaru. Vyznačuje se pěti jehlicemi ve svazečku a až 14 cm dlouhými šiškami.

## Popis
Borovice Armandova je stálezelený, jehličnatý, větrosprašný, jednodomý a středně rychle rostoucí strom, dorůstající do výšky 35 m. Kmen dosahuje průměru 1 m. Koruna je u mladých stromů kuželovitá nebo válcovitě jehlanovitá, s větvemi uspořádanými v přeslenech, u starších stromů zaoblená a nepravidelně zavětvená. Borka je u mladých stromů hladká a hnědošedá, u starších stromů deskovitá a rozpraskaná do čtvercových plátů, černohnědá až šedočervenohnědá, pokrytá tenkými, volně přiléhavými malými šupinami; vnější borka je kolem 8 mm tlustá, vnitřní borka je 8–15 mm tlustá, bledě červenobílá a jemně vláknitá. Letorosty jsou zelené či šedozelené či šedohnědé, stříbrnomodrošedozelené, sesycháním hnědnoucí a hladké. Zimní pupeny jsou téměř válcovité a mírně pryskyřičnaté. Jehlice jsou tenké a světle zelené a vyskytují se ve svazečcích po 5 (vzácně též po 7 ); jehlice jsou 8–15 cm dlouhé a 1-1,5 mm široké; jehlice jsou na okrajích nepatrně vroubkované; s 3-7 pryskyřičnými kanálky, pryskyřičné kanálky jsou 1 středový a 2 okrajové; s 1 cévním svazkem; jehlice jsou v průřezu trojúhelníkové; svazečkové pochvy jsou brzy opadávající.
Samčí (pylové) šištice se vyskytují ve spirálových shlucích u základen letorostů, jsou vzpřímené nebo pokleslé, štíhlé či silné, válcovité nebo vejčitě elipsoidní, 1,5-2,5 cm dlouhé, zelenobílé s načervenalým vrcholem. Samičí (semenné) šištice - šišky jsou kuželovitě válcovité, nezralé zelené a dozráváním žluté nebo hnědožluté, ve zralosti rozevíravé, zprvu vzpřímené a později visící na 2–3 cm dlouhých stopkách, často pryskyřičnaté; 8–14 cm dlouhé; vyskytují se po jedné nebo v přeslenech po 2 . Šupiny šišek jsou tuhé, kosočtverečně obvejčité, 3–4 cm dlouhé a 2,5–3 cm široké, na špičce tupě zaoblené či zužující se, nezakřivené nebo mírně zakřivené. Výrůstky jsou kosočtverečné nebo trojúhelníkové, zesílené, bez hřbetu. Přírůstek prvního roku je tupý, beztrnný a tmavší než šupina. Semena jsou obvejčitá, žlutohnědá, tmavohnědá nebo černá, 10–15 mm dlouhá a 6–10 mm široká, bezkřídlá či se spodním hřebenitým okrajem nebo vzácně s krátkým křídlem. K opylení dochází v dubnu - květnu. Semena dozrávají v září - říjnu druhého roku.

## Příbuznost
Borovice Armandova se vyskytuje ve dvou, a podle některých botaniků ve třech, varietách:
- Pinus armandii varieta armandii

(Synonyma: Pinus excelsa varieta chinensis; Pinus levis; Pinus scipioniformis):
Samčí šištice jsou vzpřímené, silné a vejčitě elipsoidní; letorosty jsou zelené nebo šedozelené a sesycháním hnědnoucí; výrůstky jsou ve zralosti žluté nebo žlutohnědé, kosočtverečné a na okrajích nezakřivené nebo pouze se zakřiveným přírůstkem prvního roku.
- Pinus armandii varieta mastersiana

(Synonymum: Pinus mastersiana):
Samčí šištice jsou pokleslé, štíhlé a válcovité; letorosty šedohnědé; výrůstky jsou ve zralosti hnědé nebo červenohnědé, trojúhelníkové, obvykle na okrajích mírně zakřivené.
- Pinus armandii varieta dabeshanensis:

je některými botaniky považována za Pinus fenzeliana varieta dabeshanensis nebo za samostatný druh Pinus dabeshanensis.
- (Dříve uznávaná čtvrtá varieta: Pinus armandii varieta amamiana je již považována za samostatný druh: Pinus amamiana).[6]

## Výskyt
Domovinou borovice Armandovy je:
Čína (přímo spravované město Čchung-čching, provincie An-chuej, Kan-su, Kuej-čou, Chaj-nan, Che-nan, Chu-pej, Šen-si, S’-čchuan, Jün-nan; Tibet; Tchaj-wan), severní Myanmar.
z toho:
- Pinus armandii varieta armandii:

Čína (přímo spravované město Čchung-čching, provincie Kan-su, Kuej-čou, Chaj-nan, Che-nan, Chu-pej, Šen-si, S’-čchuan, Jün-nan, Tibetská autonomní oblast Tibet; Myanmar).
- Pinus armandii varieta mastersiana:

Tchaj-wan.
- Pinus armandii varieta dabeshanensis:

Čína (provincie An-chuej, Che-nan a Chu-pej).

## Ekologie
- Pinus armandii varieta armandii:

Roste na horách a v povodích řek v nadmořských výškách 900 – 3500 m. Málokdy tvoří samostatné porosty, většinou roste ve společnosti dalších jehličnanů z rodů douglaska Pseudotsuga, jedle Abies, modřín Larix, smrk Picea. Borovice roste mnohem častěji než ostatní z těchto jehličnanů v kamenitých oblastech s mělkými půdami.
- Pinus armandii varieta mastersiana:

Tento strom roste na horách v nadmořských výškách 1800 – 2800 m v dobře propustných a kyselých půdách, někdy také v lesních krajinách, kde převládají jedlovec čínský Tsuga chinensis, borovice tchajwanská Pinus taiwanensis a další a podrost tvoří javor Acer morrisonense, pěnišník Rhododendron rubropilosum, kalina Viburnum parvifolium a další.
- Pinus armandii varieta dabeshanensis:

Roste na horách v nadmořských výškách 900–1400 m a někdy také na nechráněných stěnách skalnatých útesů.
Borovice Pinus armandii je mrazuvzdorná do –17,7 °C a má ráda kyselé a neutrální pH půdy. Strom nesnáší zastínění.

## Využití člověkem
- Pinus armandii varieta armandii:

Jako zdroj řeziva, používaného ve stavebnictví, na výrobu železničních pražců, nábytku a dřevěných vláken, má omezenou hodnotu a je využíván pouze místně. Tento strom je v Číně významný jako okrasný strom, mimo Čínu je málokdy pěstován v zahradách a parcích, ale často je pěstován v arboretech celého světa.
- Pinus armandii varieta mastersiana: Pouze místně využíván pro řezivo.
- Pinus armandii varieta dabeshanensis:

Pouze místně využíván pro řezivo a na palivové dříví.

## Ohrožení
Borovice Armandova není organizací IUCN považována za ohroženou, celková tendence populace stromu není známa; ohrožení dvou variet této borovice má na celkové hodnocení ohrožení malý vliv, protože populace dvou ohrožených variet a jejich rozšíření představuje pouze malou část z celkové populace a z celkového rozšíření borovice Armandovy.
- Pinus armandii varieta armandii:

Nejběžnější a nejvíce rozšířená varieta, její ohrožení je proto nepodstatné a tendence stavu populace tohoto stromu není známa. Tato varieta se také vyskytuje v některých chráněných oblastech.
- Pinus armandii varieta mastersiana:

Tato varieta je považována za ohroženou, tendence stavu její populace není známa. Velmi kvalitní dřevo stromu, používané v tesařství a na výrobu nábytku, vede k nadměrnému kácení této variety a k ubývání její populace. Několik zbývajících stanovišť stromu je chráněno v národním parku Yushan National Park na Tchaj-wanu.
- Pinus armandii varieta dabeshanensis:

Tato varieta je považována za zranitelnou, tendence stavu populace je klesající. Strom se vyskytuje v oddělených lokalitách na omezeném území, jeho populace je tudíž značně roztříštěná. V této oblasti dochází dlouhodobě k odlesňování. Není jisté, zdali má obecný zákaz kácení, zavedený čínskou vládou, vliv na stav populace této variety.

## Galerie

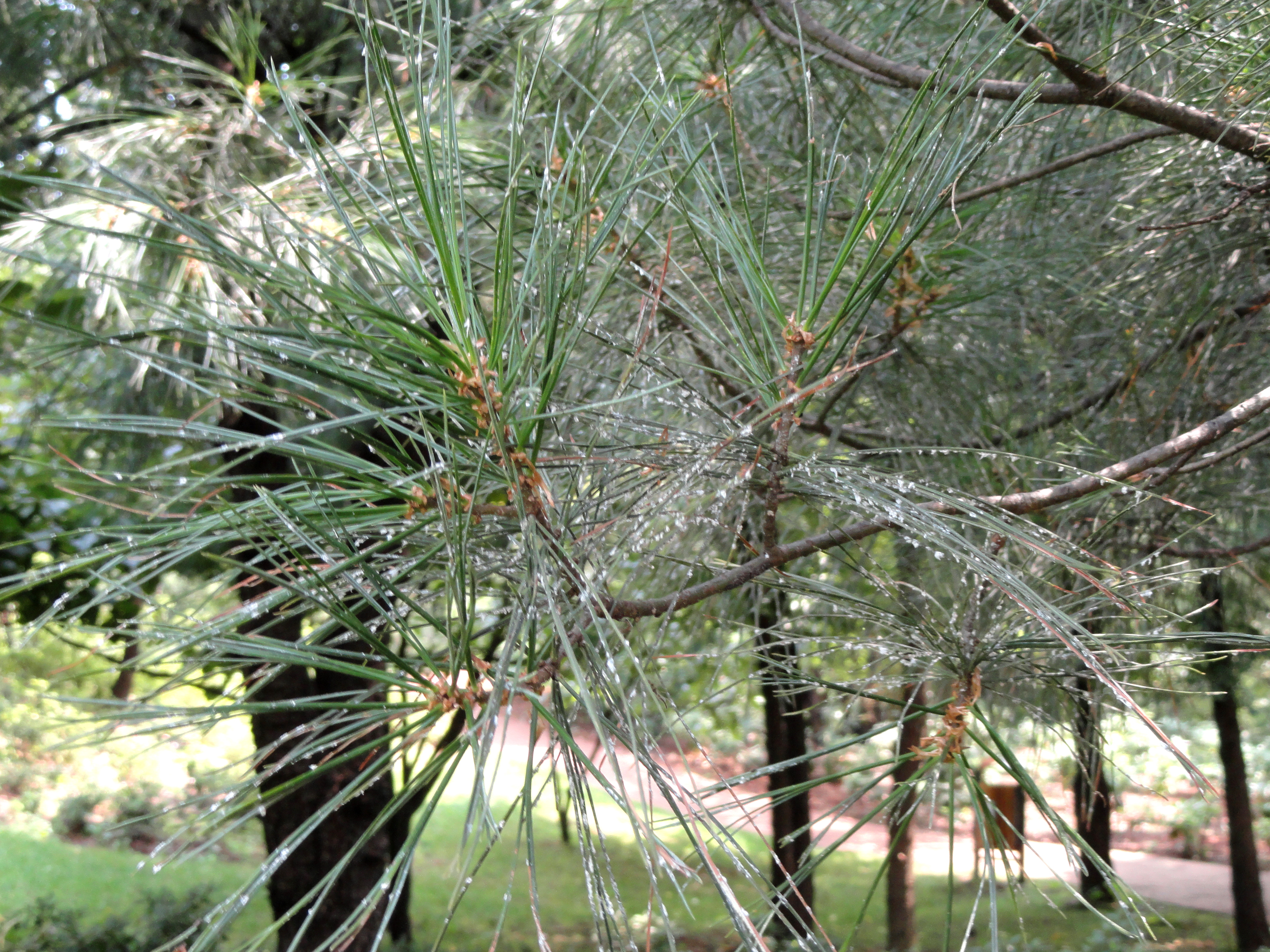
Borovice Armandova, jehlice na větvi v botanické zahradě Kunming Botanical Garden, v městské prefektuře Kchun-ming, v provincii Jün-nan, Čína
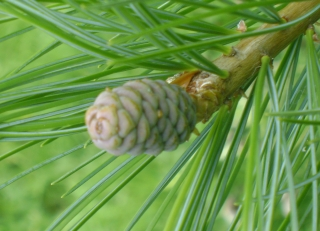
Nezralá samičí šištice na 5 let starém stromě, pěstovaném v hrabství Essex, v Anglii
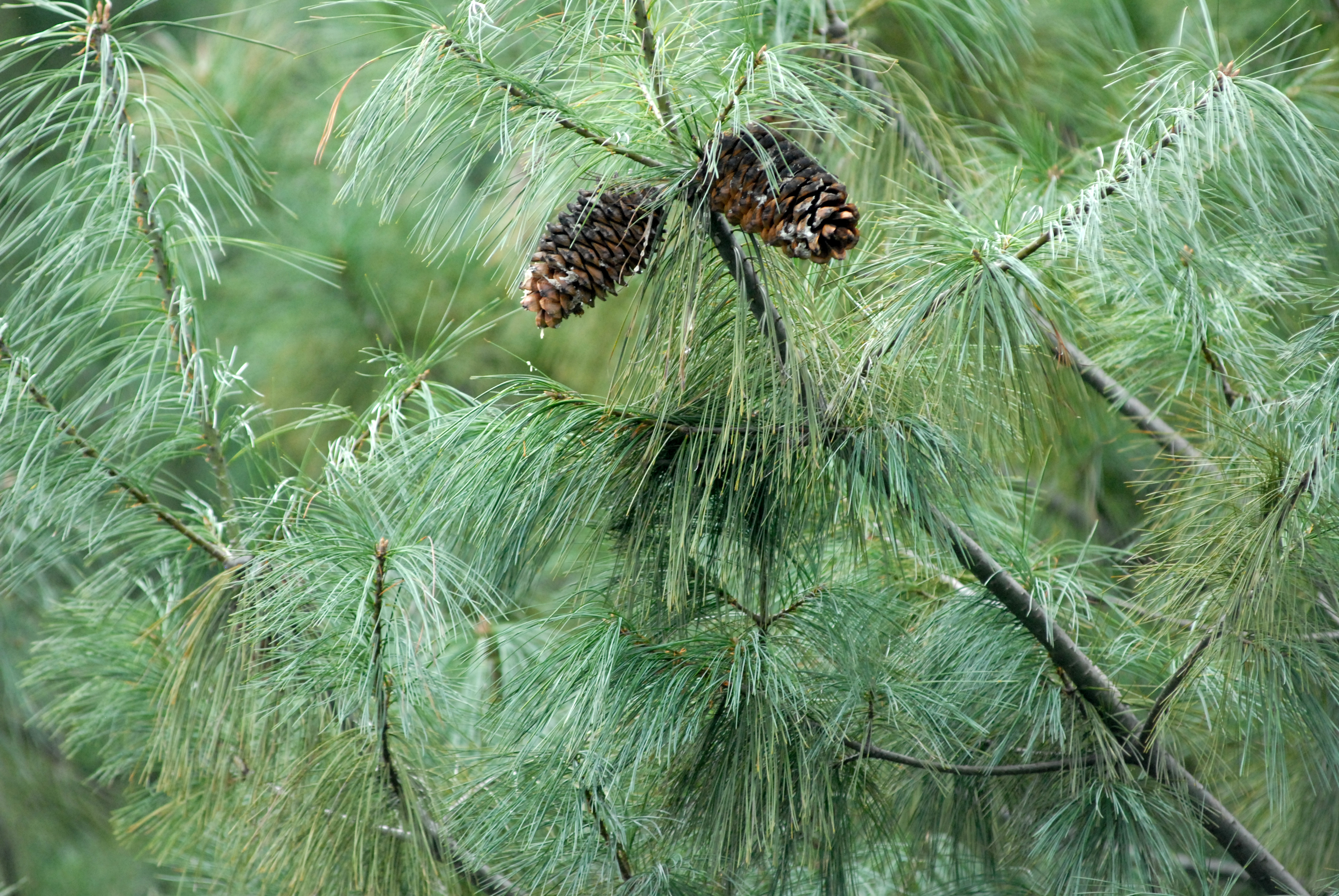
Větev s jehlicemi, pupeny a zralými samičími šišticemi, v pohoří Cangshan, v provincii Jün-nan, v Číně
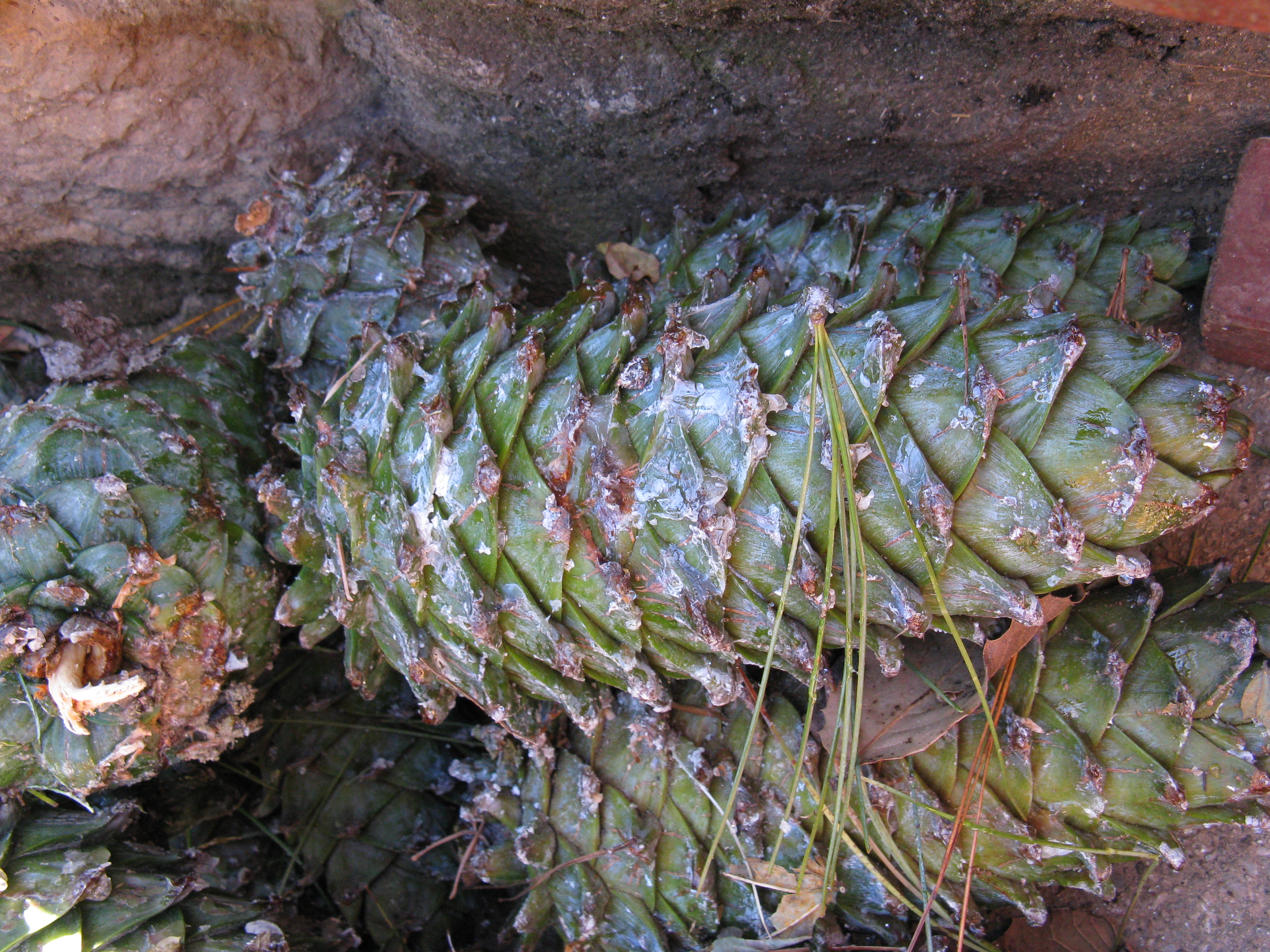
Detail zralých samičích šištic, v městské prefektuře Li-ťiang, v provincii Jün-nan, v Číně
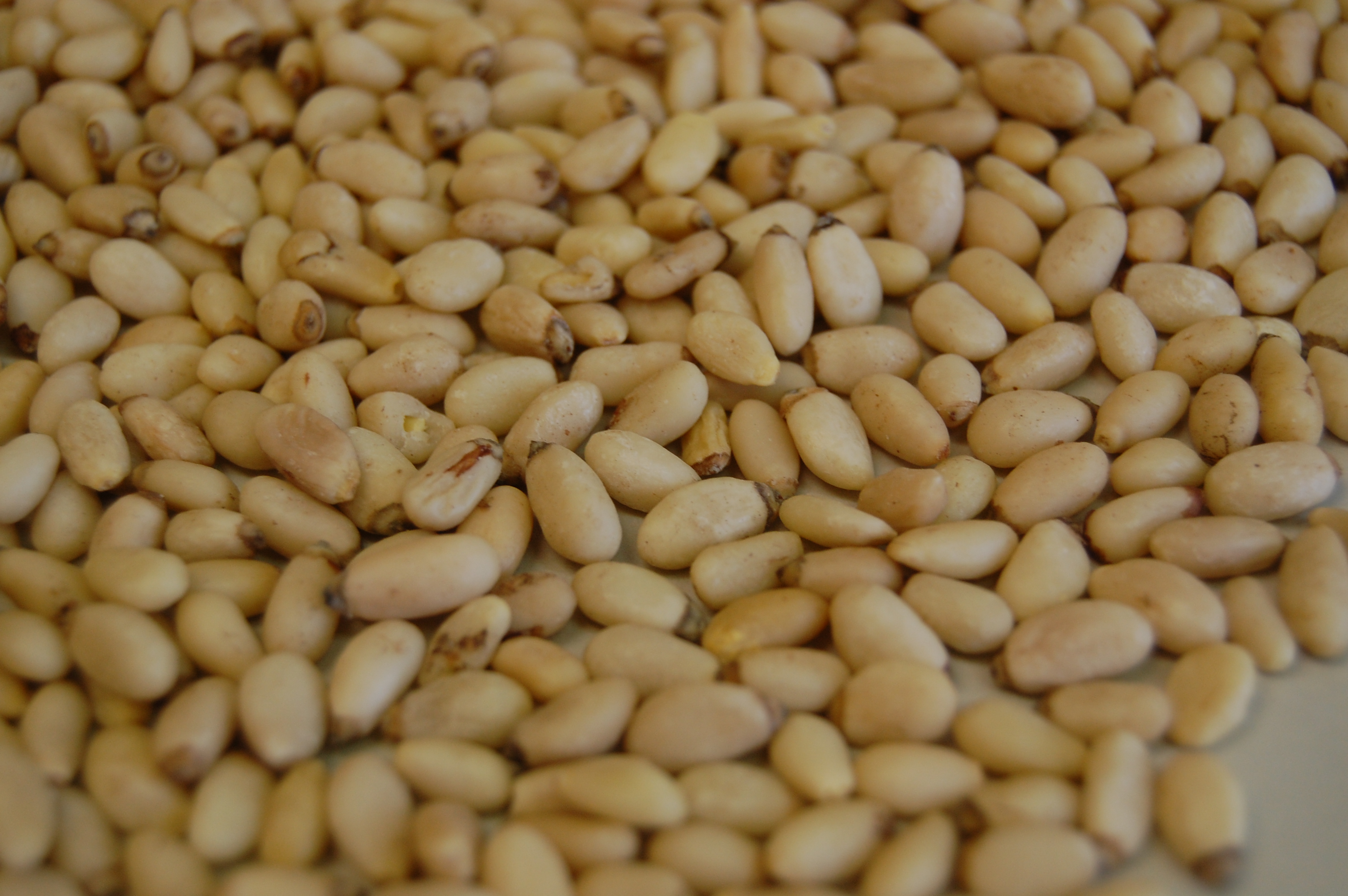
Semena borovice Armandovy